# Tanc antiaeri tipus 98 de 20 mm
El tanc antiaeri tipus 98 de 20 mm era un vehicle antiaeri autopropulsat que utilitzava dos canons antiaeris Soki Tipus 2 de 20 mm. Aquests canons estaven muntats sobre el cos del tanc tipus 98 Ke-Ni. La tripulació del canó els operava des d'una plataforma elevada amb una protecció lleugera als laterals. Els dos canons de 20 mm disparaven protegits per unes plaques de blindatge que donaven protecció addicional als operaris des d'aquella direcció.
El seu desenvolupament va començar el novembre de 1941, i tenia com a base una versió del canó antiaeri tipus 98 de 20 mm. Durant el desenvolupament de l'arma del tanc antiaeri, l'Exèrcit imperial japonès va experimentar amb diverses configuracions.

## Variant d'un canó

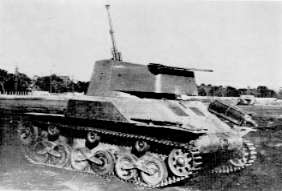
Tanc antiaeri tipus 98 Ta-Se

Una versió experimental d'un canó va ser produïda com a prototip i va ser denominada com a tanc antiaeri tipus 98 Ta-Se el novembre de 1941. El nom va ser donat per Taikū ("antiaeri") sensha ("tanc"). Estava equipat amb un sol canó antiaeri tipus 98 de 20 mm equipat en una torreta circular. Durant les proves, es va veure que el cos del tanc utilitzat (el Ta-Se) era molt petit per a ser considerat com una plataforma de foc estable. No va entrar en producció, es va quedar només en fase de prototip.

## Versió de doble canó

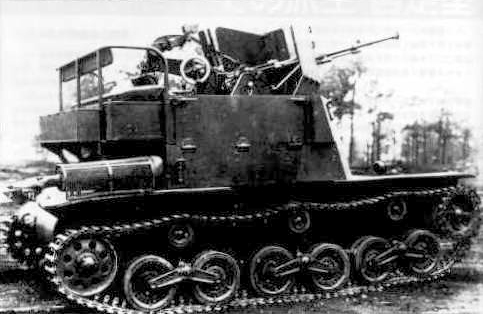
Part de darrere d'un tanc antiaeri tipus 98 de 20 mm

El prototip del tanc antiaeri tipus 98 de 20 mm estava equipat amb dos canons modificats canó automàtic antiaeri tipus 2 de 20 mm. Els canons eren similars als canons antiaeris tipus 98 de 20 mm, però podien ser elevats fins a 95º, i disposaven d'un sistema de foc central. La cadència de foc era d'unes 300 RPM, i disposaven d'una distància operativa màxima de 5,5 km. El tirador se situava a la part de la dreta, darrere de l'arma. La plataforma permetia que el canó rotés 360°, tant el canó com el tirador. El motor dièsel tipus 100 refrigerat per aire de sis cilindres era capaç de produir fins a 130 CV (hp). La transmissió davantera disposava de quatre parts, 3 cap endavant i una cap enrere. El cos i motor de tanc antiaeri tipus 98 Ke-Ni, en el que estava basat el prototip, disposava d'una velocitat màxima de 42 km/h. Tampoc va entrar en producció, es va quedar només en fase de prototip.
Podia carregar fins a 520 projectils (20 per carregador).

## Projectils
Podia utilitzar els següents projectils:
- Tipus 100 HE-T: Alt Explosiu Traçadora. El projectil pesava 0,13 kg (només el projectil). Tenia una velocitat de sortida de 829 m/s. Podia penetrar fins a 2 mm d'acer.
- Tipus 100 AP-T: Alta Penetració Traçadora. El projectil pesava 0,16 kg (només el projectil). Tenia una velocitat de sortida de 829 m/s. Podia penetrar fins a 46 mm d'acer.